# جوش كينيث
جوش كينيث (بالإنجليزية: Josh Kennet)‏ (27 سبتمبر 1987 في المملكة المتحدة - ) هو لاعب كرة قدم بريطاني في مركز الوسط. لعب مع أكسفورد يونايتد وMaccabi Herzliya F.C. ‏ وديكوت تاون ‏.

## وصلات خارجية
- جوش كينيث على موقع قاعدة بيانات كرة القدم.إي يو (الإنجليزية)
- جوش كينيث على موقع Soccerbase.com (لاعب) (الإنجليزية)